# The Passion Flower (pel·lícula de 1921)
The Passion Flower és una pel·lícula muda dirigida per Herbert Brenon i protagonitzada per Norma Talmadge i Courtenay Foote, entre d'altres. La pel·lícula està basada en l'obra de teatre “La Malquerida” (1913) de Jacinto Benavente amb guió de Mary Murillo i Herbert Brenon. L'adaptació va suposar un plet amb John G. Underhill que reclamava tenir l'exclusiva de la traducció de l'obra de Benavente. La pel·lícula es va estrenar l'abril de 1921. La pel·lícula es conserva quasi complerta a la Biblioteca del Congrés dels Estats Units.

## Argument
La mare d'Acacia, Raimunda, té com a segon marit Esteban que està secretament enamorat de la seva fillastra. Per gelosia, fa que el seu criat, Rubio, expliqui al promès d'Acacia, Norbert, que aquesta està enamorada de Faustino, per lo que Norbert trenca el compromís. Acacia acaba comprometent-se en matrimoni amb Faustino però aleshores aquest és assassinat per Rubio. Norbert és acusat de l'homicidi però en el judici és declarat no culpable. Tot i això, els germans de Rubio el persegueixen per venjar-se fins que Norbert els fa veure el complot de Rubio i Esteban. Esteban escapa a les muntanyes. Finalment, però, torna i aleshores Raimunda demana a Acacia d'acceptar el seu padrastre que en abraçar-la fa evident a Raimunda la seva passió per aquesta. Raimunda demana ajuda i Esteban li dispara però és arrestat. Raimunda mor en braços de la seva filla demanant-li perdó per no haver estat una bona mare.

## Repartiment
- Norma Talmadge (Acacia)
- Courtenay Foote (Esteban)
- Eulalie Jensen (Raimunda)
- Harrison Ford (Norbert)
- Charles Stevenson (tío Eusebio)
- Alice May (Julia, muller d'Eusebio)
- Herbert Vance (fill del tío Eusebio)
- H.D. McClellan (fill del tío Eusebio)
- Austin Harrison (fill del tío Eusebio)
- Robert Agnew (Faustino, fill petit del tío Eusebio Eusebio)
- Harold Stern (Carlos, el net)
- Natalie Talmadge (Milagros, amiga de Raimunda)
- Mrs. Jacques Martin (Juliana, vella criada de Raimunda)
- Elsa Fredericks (Francesca, criada de Raimunda)
- Robert Payton Gibb (pare Norbert)
- Augustus Balfour (el Padre)
- Walter Wilson (Rubio)
- Mildred Adams (Doña Isabel)
- Julian Green (pare d'Acacia)
- Edward Boring (Bernabé)